# 실무단
실무단(實務團) 또는 워킹 그룹(working group)은 특정한 목표를 달성하기 위해 함께 일하는 전문가 그룹이다. 이 그룹은 분야에 특화되어 있으며 특정 주제 분야에 관련한 토론이나 활동에 초점을 둔다.
실무단의 공통 목표의 예는 다음을 포함한다:
- 정보 문서 만들기
- 표준 만들기
- 시스템이나 네트워크와 관련한 문제 해결
- 지속적인 개선
- 연구

## 분류

### 음악 워킹 그룹
- 데이브 홀란드
- Vandermark 5
- William Parker Quartet

### 기술 워킹 그룹
- IETF
  - 데이브 레겟 주도의 HTTP WG[1]
- IEEE-SA 실무단
  - IEEE WG802.3 이더넷 실무단
  - IEEE WG802.11 무선랜 실무단
- ISO 실무단
- 의약품국제조화회의
- IUPAC
- 국제천문연맹
- W3C 실무단
  - Device Description Working Group
  - SVG 워킹 그룹